# Johannes Quintinus Cleveringa
Johannes Quintinus Cleveringa (Appingedam, 6 februari 1796 - aldaar, 24 november 1875) was een Nederlandse burgemeester.

## Leven en werk
Cleveringa, telg uit het geslacht Cleveringa, werd in 1796 in Appingedam - in het Blauwe Huis - geboren als zoon van de redger in de Rechtstoel te Wirdum en latere burgemeester van Appingedam mr. Rudolph Pabus Cleveringa en van Cornelia Ebels. Hij werd benoemd tot secretaris van het zijlvest der Drie Delfzijlen. Hij volgde in die functie zijn schoonvader op. Hij trad op als zaakwaarnemer van zijn vader, die onder meer landerijen, een steenfabriek en een kalkoven bezat. Evenals als zijn vader was hij burgemeester van Appingedam. Hij vervulde die functie slechts gedurende een korte periode van 1832 tot 1834. In Appingedam was hij als kerkvoogd van de Nicolaïkerk betrokken bij de bouw van de nieuwe kerktoren.
Cleveringa trouwde op 15 maart 1817 te Appingedam met Henrietta Paulina van Swinderen, dochter van Rudolf Albert van Swinderen en van Catharina Lewe van Aduard. Zij gingen wonen in het Blauwe Huis, het geboortehuis van Cleveringa, waar ook hun kinderen werden geboren. Hun zoon Rudolph Albert werd later burgemeester van achtereenvolgens Noordbroek en Zuidbroek. Cleveringa overleed in november 1875 op 79-jarige leeftijd in zijn woonplaats Appingedam.